# Vršna vas
Vršna vas je naselje u slovenskoj Općini Šmarje pri Jelšahu. Vršna vas se nalazi u pokrajini Štajerskoj i statističkoj regiji Savinjskoj. 

## Stanovništvo
Prema popisu stanovništva iz 2002. godine naselje je imalo 120 stanovnika.